# ريكس هيدريك
ريكس هيدريك (بالإنجليزية: Rex Hedrick) هو لاعب إسكواش أسترالي، ولد في 1 نوفمبر 1988 في ملبورن في أستراليا.

## وصلات خارجية
- ريكس هيدريك على موقع الاتحاد الدولي لمحترفي الاسكواش (مؤرشف) (الإنجليزية)
- ريكس هيدريك على موقع SquashInfo.com (الإنجليزية)